# Елизавета Альбертина Ангальт-Дессауская
Елизавета Альбертина Ангальт-Дессауская (нем. Elisabeth Albertine von Anhalt-Dessau; 1 мая 1665, Кёльн-на-Шпрее, княжество Ангальт-Дессау — 5 октября 1706, Кобург, герцогство Саксен-Кобург) — немецкая принцесса из дома Асканиев, урождённая принцесса Ангальт-Дессауская; в замужестве — герцогиня Саксен-Вейсенфельс-Барби.

## Биография
Принцесса Елизавета Альбертина была четвёртым ребёнком в семье князя Иоганна Георга II Ангальт-Дессауского и принцессы Генриетты Екатерины Нассау-Оранской. Из десяти детей, родившихся у супругов, только пятеро достигли совершеннолетия: принцесса Генриетта Амалия, принцесса Мария Элеонора, принцесса Генриетта Агнесса, принц Леопольд и принцесса Иоганна Шарлотта.
В 1680 году отец устроил её княгиней-аббатисой Херфордского аббатства под именем Елизаветы IV. Она занимала эту должность в течение шести лет, пока не вышла замуж и не переехала в Барби. Несколько торговцев и художников, трудившихся в Херфорде, последовали за ней.

### Брак и потомство
В Дессау 30 марта 1686 года принцесса Елизавета Альбертина сочеталась браком с герцогом Генрихом Саксен-Вейсенфельс-Барбиским. По отцовской линии прапрабабушкой принцессы была Агнесса Барби-Мюлингенская из угасшего дома Барби.
В браке родились восемь детей, из которых только трое достигли совершеннолетия:
- Иоганн Август Саксен-Вейсенфельс-Барбиский (28.07.1687 — 22.01.1688), наследный принц Саксен-Вейсенфельс-Барбийский;
- Иоганн Август Саксен-Вейсенфельс-Барбиский (24.07.1689 — 21.10.1689), наследный принц Саксен-Вейсенфельс-Барбийский;
- мертворожденные сыновья-близнецы (род. и ум. 1690);
- Фридрих Генрих Саксен-Вейсенфельс-Барбиский (2.07.1692 — 21.11.1711), наследный принц Саксен-Вейсенфельс-Барбиский;
- Георг Альберт Саксен-Вейсенфельс-Барбиский (1695—1739), герцог Саксен-Вейсенфельс-Барбиский;
- Генриетта Мария Саксен-Вейсенфельс-Барбиская (1.03.1697 — 10.08.1719);
- мертворожденный дочь (род. и ум. 5.10.1706).

Герцогиня Елизавета Альбертина умерла в Дессау 5 октября 1706 года после последних родов и была похоронена в фамильной усыпальнице дома Барби в Барби.